# GENNARI
GENNARI（げんなり、旧称・弦鳴）は、日本のロックバンド。2009年結成。

## メンバー
- 佐竹 徹（さたけ とおる）
  - ボーカル・ギター担当
  - 京都府出身
- 大釜 豊（おおがま ゆたか）
  - ギター・コーラス担当
  - 京都府出身
- 石岡 広大（いしおか こうだい）
  - ベース・コーラス担当
  - 滋賀県出身
- 西口 友貴（にしぐち ともき）
  - ドラムス担当
  - 京都府出身

## 来歴
- 2009年
  - アコースティックユニットとして結成
- 2011年
  - 西口友貴（ドラムス）が加入。
- 2012年
  - 石岡広大（ベース）が加入。
- 2013年
  - バンド名を「弦鳴」より「GENNARI」に改称。
- 2014年
  - 12月 - キーボードが脱退。
- 2016年
  - 11月9日 - 初の全国流通ミニアルバム「さよならマイノリティ」をリリース。
- 2019年
  - 12月11日 - バンド初の全国流通フルアルバム「HELLO, Stranger」をリリース。

## 作品

### フルアルバム
- HELLO, Stranger（2019年12月11日）
  1. インフルエンシー
  2. アラウンド
  3. 空想キャンバス
  4. モノローグ
  5. 夏の平行線
  6. 餞の詞
  7. かくれんぼ
  8. その奥にある
  9. ハーピュアなおはなし
  10. aug.
  11. ライクアミュージックアワー
  12. 星になれたら

### ミニアルバム
- さよならマイノリティ（2016年11月9日）
  1. アルバ
  2. サーズデイ
  3. アクセントショップ
  4. トウメイカノジョ
  5. 逆行彗星
- TONARI（2012年10月20日）
  1. 時計仕掛けの万華鏡
  2. 空想キャンバス
  3. 逆行彗星
  4. ハッピーバースデー
- ストーリーテラー (2011年4月29日）
  1. ソライロ
  2. 感情の環状線
  3. いつかの冬物語
  4. 君がただいまを言うまでは
  5. ハローグッバイ
- ツナギビヨリ （2010年3月19日）
  1. ワン・ツー！
  2. 悲しき遊楽人
  3. TRAIN
  4. マジックアワー
  5. エンドライン

### シングル
- 星になれたら（2019年3月2日）
  1. 星になれたら
  2. 光の行方
  3. タイムテーブルシンドローム
- サーズデイ（2015年9月25日）
  1. サーズデイ
  2. トウメイカノジョ
  3. シナプス
- アルバ（2014年6月19日）
  1. アルバ
  2. 空想キャンバス
- Hey (2011年10月21日）
  1. Hey!!
  2. タイムテーブルシンドローム